# Georgie Cupidon
Georgie Winsley Cupidon (født 10. november 1981) er en seychellisk badmintonspiller. Han repræsenterede Seychellerne under Sommer-OL 2008 i Beijing, Kina hvor han røg ud i første runde.

## Turneringer
| År   | Turnering                       | Disciplin        | Plads | Navne |
| ---- | ------------------------------- | ---------------- | ----- | --- |
| 1999 | Kenya International             | Mixed            | 1     | Georgie Cupidon / Juliette Ah-Wan |
| 2003 | All-Africa Games                | Team             | 3     | Seychellerne (Cynthia Course, Juliette Ah-Wan, Catherina Paulin, Nicholas Jumaye, Steve Malcouzane, Georgie Cupidon)                     |
| 2006 | Mauritius International         | Mixed            | 2     | Georgie Cupidon / Juliette Ah-Wan |
| 2006 | African Badminton Championships | Mixed            | 1     | Georgie Cupidon / Juliette Ah-Wan |
| 2006 | African Badminton Championships | Mændenes doubles | 3     | Georgie Cupidon / Steve Malcouzane |
| 2007 | All-Africa Games                | Mixed            | 1     | Georgie Cupidon / Juliette Ah-Wan |
| 2007 | Mauritius International         | Mixed            | 2     | Georgie Cupidon / Juliette Ah-Wan |
| 2007 | African Badminton Championships | Mixed            | 1     | Georgie Cupidon / Juliette Ah-Wan |
| 2007 | African Badminton Championships | Mændenes doubles | 2     | Georgie Cupidon / Steve Malcouzane |
| 2007 | African Badminton Championships | Team             | 1     | Seychellerne (Juliette Ah-Wan, Georgie Cupidon, Cynthia Course, Catherina Paulin, Shirley Etienne, Nicholas Jumaye and Steve Malcouzane) |
| 2008 | Kenya International             | Mændenes doubles | 1     | Georgie Cupidon / Steve Malcouzane |
| 2009 | African Badminton Championships | Mixed            | 2     | Georgie Cupidon / Juliette Ah-Wan |
| 2009 | African Badminton Championships | Mændenes doubles | 3     | Georgie Cupidon / Steve Malcouzane |